# (33358) 1999 AD8
1999 AD8 (asteroide 33358) é um asteroide da cintura principal. Possui uma excentricidade de 0.03737640 e uma inclinação de 4.03981º.
Este asteroide foi descoberto no dia 13 de janeiro de 1999 por Takao Kobayashi em Oizumi.